# Sachs Harbour
Sachs Harbour è un villaggio del Canada, situato nei Territori del Nord-Ovest, nella Regione di Inuvik.
La località si trova sull'isola di Banks, affacciata sul golfo di Amundsen.